# Witvleugelstruikvliegenvanger
De witvleugelstruikvliegenvanger (Peneothello sigillata; synoniem: Peneothello sigillatus) is een zangvogel uit de familie Petroicidae (Australische vliegenvangers).

## Verspreiding en leefgebied
Deze soort is endemisch in de bergen van Nieuw-Guinea en telt drie ondersoorten:
- P. s. saruwagedi: Huonschiereiland (noordoostelijk Nieuw-Guinea).
- P. s. quadrimaculata: westelijk-centraal Nieuw-Guinea.
- P. s. sigillata: van oostelijk-centraal tot zuidoostelijk Nieuw-Guinea.

## Status
De grootte van de populatie is niet gekwantificeerd maar de soort wordt omschreven als algemeen. Op de Rode lijst van de IUCN heeft deze soort de status niet bedreigd.